# Legião Britânica
A Legião Britânica (em italiano:  Legione Britannica) era um corpo militar de voluntários ingleses e escoceses que, em 1860, decidiram se juntar a Garibaldi durante a Expedição dos Mil e lutaram pela unidade italiana junto com os homens de Garibaldi contra o exército Bourbon.
Os membros eram chamados de "Garibaldi Excursionists" para evitar problemas com apresentações diplomáticas.

## História
O financiamento para o envio da legião à Itália veio do "Garibaldi Special Fund", criado após a criação em 1859 do "Garibaldi Fund" para arrecadar fundos para a causa da unificação italiana, que foi muito sentida na Inglaterra (especialmente em uma função anti-francesa) e também apoiada em nível popular, também devido à presença de numerosos refugiados políticos italianos, que realizaram conferências e fundaram associações ítalo-inglesas para ajudar a causa da independência italiana. 

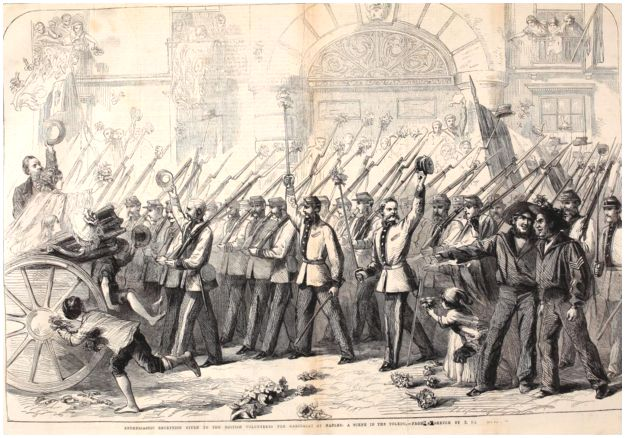
A Legião Britânica desfila em Nápoles ao longo da Via Toledo. As flores nos rifles são descritas por Trevelyan

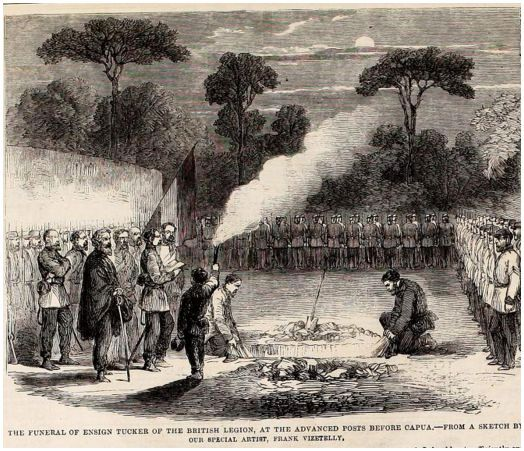
Funeral do porta-bandeira Tucker, morto em combate

A revista The Illustrated London News destaca que, incluindo os cerca de 200 voluntários que já estavam com Garibaldi, o número total é consideravelmente superior a 1.000 voluntários britânicos no exército de Garibaldi. Os voluntários britânicos que efetivamente se juntaram ao Exército Meridional de Garibaldi eram, no entanto, em menor número. Os voluntários britânicos frequentemente vinham da classe média ou tinham empregos bem remunerados e deixavam seu país atraídos pela aventura e pela liberdade para lutar pela independência de um país estrangeiro.
Antes de sua partida da Inglaterra, outros voluntários britânicos já estavam ao lado de Garibaldi no sul da Itália, como Hugh Forbes, que já estivera com Garibaldi em 1849, participando da defesa da República Romana contra as tropas francesas que defendiam o papado , John Whitehead Peard, o "sósia" de Garibaldi, ou o carismático Coronel John Dunne e seu "Batalhão Inglês", cujos soldados eram, no entanto, em sua maioria sicilianos e chamavam Dunne de "Milordo". Dunne foi ferido em Cápua, Percy Wyndam e vários outros com papéis menores. A Legião Britânica, embarcada nos navios Emperor e Melazzo, desembarcou em Nápoles em 15 de outubro de 1860, participando de uma luta, sob o comando de John Whitehead Peard, em Sant'Angelo até as muralhas de Cápua. Um total de dois voluntários foram mortos e outros oito feridos.
A Legião Britânica teve uma breve experiência de guerra, após avançar para o norte com Garibaldi e alguns regimentos garibaldianos. Na manhã de 26 de outubro de 1860, enquanto estavam em Vairano, um inglês de um posto avançado garibaldiano ouviu o grito "Viva o Rei!", geralmente usado pelos soldados Bourbon, mas que veio dos soldados do exército de Vítor Emanuel II, o futuro rei da Itália, que chegava do norte. Os camisas-vermelhas foram substituídos pelos soldados do futuro rei da Itália no cerco de Cápua e, posteriormente, da fortaleza de Gaeta, onde as forças restantes do exército Bourbon se renderam em fevereiro de 1861.

## Características
Os voluntários britânicos foram recrutados pelo Major Styles, que aparece em segundo lugar da esquerda na gravura, vestindo seu uniforme e medalha da Guerra da Crimeia. O anúncio para o alistamento foi o seguinte:
Excursão à Sicília e Nápoles. Todos os interessados (em particular, membros do Corpo de Fuzileiros Voluntários) que desejem visitar o sul da Itália e contribuir com sua presença e influência para a “Causa de Garibaldi e a Itália” podem ser informados sobre como proceder, dirigindo-se à “Comissão Garibaldi”, nos escritórios da Rua Salisbury, nº 8, Londres.
Os voluntários da Legião Britânica são descritos num artigo da revista londrina The Illustrated London News de 20 de outubro de 1860, relativo à partida de Harwich de 800 ingleses e escoceses que puseram a sua espada ao serviço de Garibaldi.

## Composição
Entre os britânicos, havia uma presença considerável de escoceses, pois na Escócia Garibaldi era muito popular e considerado o Wallace italiano. As contribuições arrecadadas na Escócia em prol da causa italiana permitiram o fretamento do antigo navio a vapor City of Aberdeen, usado para levar a Expedição Strambio à Sicília, que partiu de Gênova em 10 e 11 de julho com 900 voluntários garibaldianos e foi posteriormente usado por Garibaldi para viajar com os garibaldianos de Palermo a Milazzo.
Embora metade dos voluntários britânicos fossem entusiasmados e bem comportados, havia um certo número de "roughs" (bandidos), principalmente de Glasgow e Londres, que não tinham disciplina, então a Legião se tornou notória por brigas e saques, que alguns queriam (à força) vincular aos irlandeses papais em Roma.

## Liegações externas
- Transnational Soldiers: Foreign Military Enlistment in the Modern Era, Palgrave 2013